# Stadtkirche Orlamünde

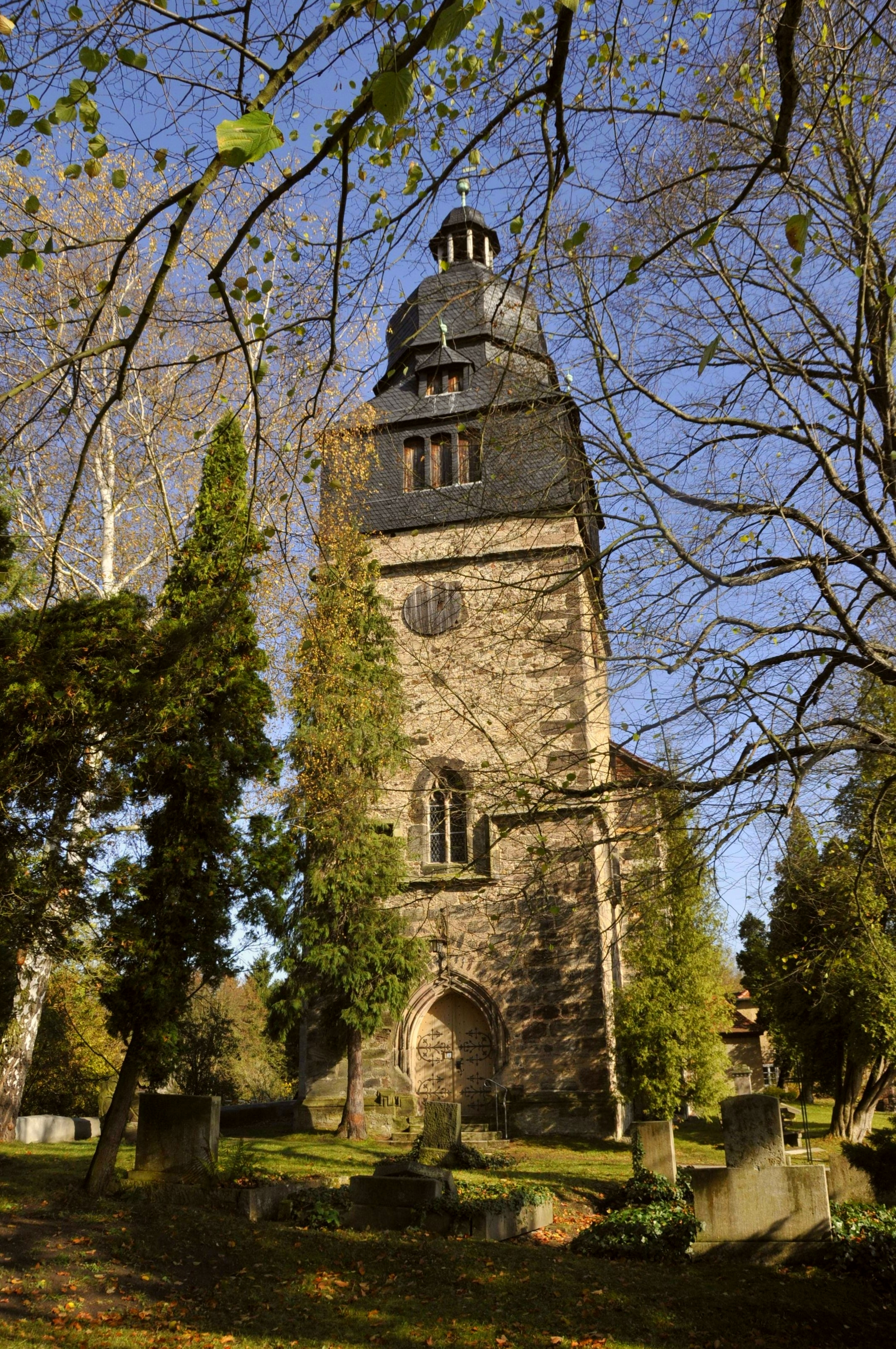
Die Stadtkirche

Die Stadtkirche Orlamünde, St. Marien, steht in Orlamünde im Saale-Holzland-Kreis in Thüringen. Sie gehört zum Pfarrbereich Orlamünde im Kirchenkreis Eisenberg der Evangelischen Kirche in Mitteldeutschland.

## Lage
Die Stadtkirche wurde auf einer Erhöhung der Saaletalabhänge in Orlamünde westlich der damaligen Burg Orlamünde und heute noch vorhandenen Kemenate Orlamünde gebaut. Sie repräsentierte für den Hochadel, später auch für das Volk. Die Kirche umgab ein Friedhof, der sich heute vor dem Tor der Oberstadt befindet.

## Geschichte
Die Kirche wurde vermutlich im 11. Jahrhundert erbaut. Bauherren waren dann wohl die Grafen zu Orlamünde. Die Kirche war die Hauptkirche der Umgebung. Sie wurde vom Mainzer Erzbischof Konrad I. von Wittelsbach für diese Funktion im Jahr 1194 ausgewählt. Der untere Teil des Kirchturmes soll aus dem 12. Jahrhundert stammen. Er wurde 1504 aufgestockt, aber die Turmhaube mit aufgesetzter Laterne wurde erst 1651 fertiggestellt. Das Langhaus mit auf der Ostseite abgewalmtem Satteldach wurde 1767/68 erbaut.
1523 setzte der Reformator Karlstadt in Orlamünde die Reformation durch, zerstritt sich aber mit Martin Luther. Luther sorgte dafür, dass Karlstadt 1524 Orlamünde verlassen musste. Der Gedenkstein für Karlstadt vor der Kirche wurde im Sommer 1989 gestiftet.

## Ausstattung

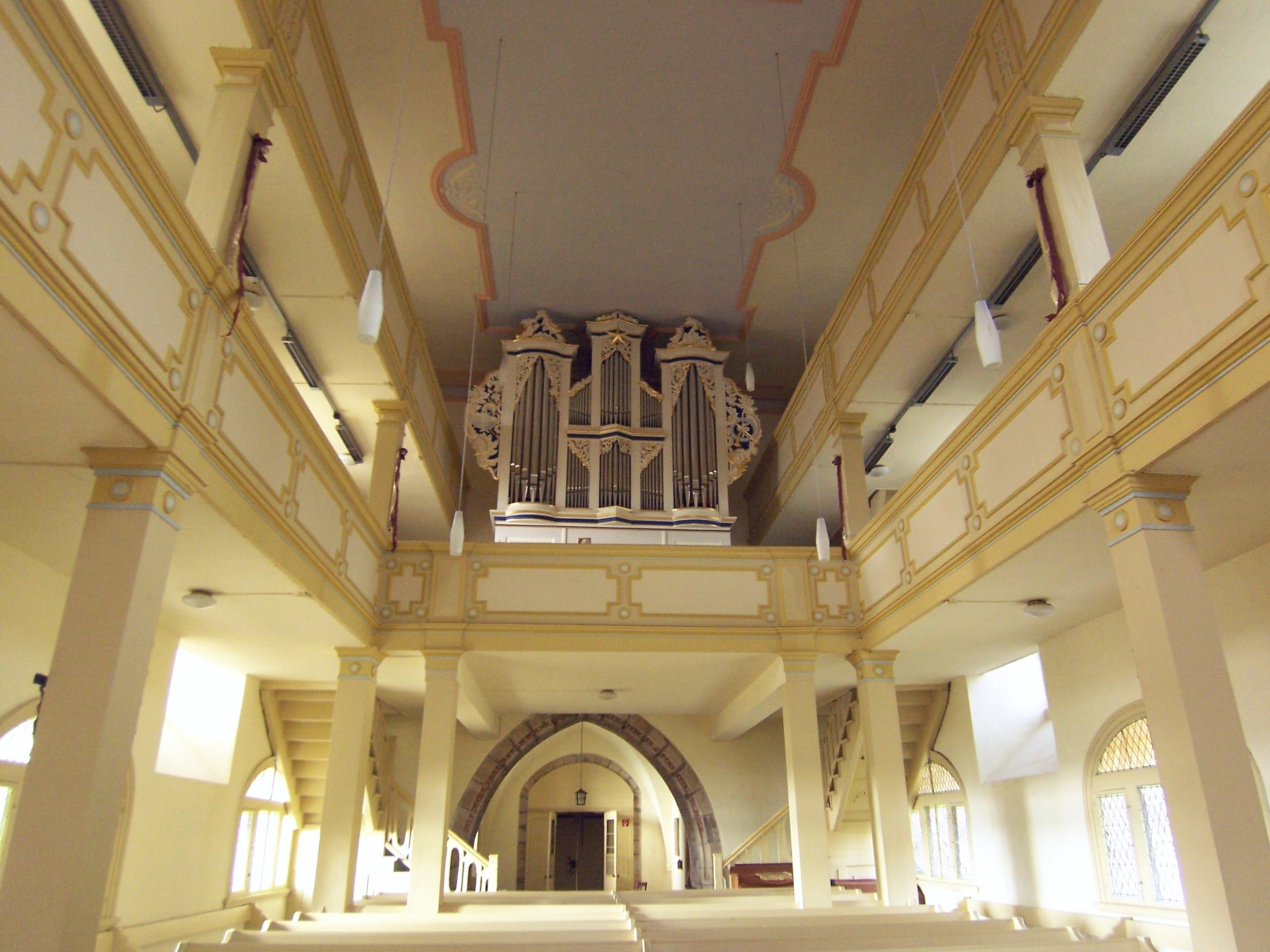
Inneres mit Blick zur Orgel

In einem Anbau befindet sich auf der Südseite die Sakristei, auf der Nordseite die Gedenkstätte für die Gefallenen des Zweiten Weltkriegs. Das Taufbecken ist aus dem Mittelalter.
Der Orgelprospekt geht auf das Jahr 1782 zurück und gehörte zu einer Orgel, die von Christian Sigismund Voigt gebaut worden war. 1919 baute die Firma Ladegast & Sohn in das vorhandene alte Gehäuse ein neues Instrument ein. Im Laufe der Jahre zeigten sich aber so viele Probleme, dass man sich 1992 zu einem Neubau, ebenfalls im alten Gehäuse entschloss, den die Firma Rösel & Hercher Orgelbau im Jahr 2000 in Anlehnung an das ursprüngliche Instrument fertigstellte. Die neue Orgel verfügt über 20 Register auf zwei Manualen und Pedal.
Vier historische Bronzeglocken hängen im Kirchturm. Die Große Glocke wurde 1822 gegossen, die Sonntagsglocke 1697, die Feierabendglocke 1582, und die kleinste, die Taufglocke stammt aus dem 14. Jahrhundert.